# キス&テル
| 専門評論家によるレビュー | 専門評論家によるレビュー |
| レビュー・スコア         | レビュー・スコア         |
| 出典                     | 評価                     |
| ------------------------ | ------------------------ |
| About.com                | [ 3 ]                    |
| Allmusic                 | [ 4 ]                    |
| BBC News                 | [ 5 ]                    |
| Billboard                | 50/100                   |
| Digital Spy              | [ 7 ]                    |
| Entertainment Weekly     | (D)                      |
| The Guardian             | [ 9 ]                    |

『キス&テル』 (Kiss & Tell)はアメリカ合衆国の女優、歌手セレーナ・ゴメスとそのバンド、セレーナ・ゴメス&ザ・シーンが2009年に発表した第1作目のスタジオ・アルバムである。
米国で2009年9月29日に発売され、日本で2010年2月24日に発売された。

## 概要
ポップバンド、セレーナ・ゴメス&ザ・シーン第1作目のスタジオ・アルバム『キス&テル』は2009年8月25日(日本2010年2月24日)リリースされた。
主演映画『シンデレラ・ストーリー2:ドリームダンサー』で使用された「テル・ミー・サムシング・アイ・ドント・ノウ」が収録されている。
日本盤ボーナス･トラックは「フォーリング・ダウン」(プラグ・イン・ランゲージ・リミックス)が収録、デラックス版DVDに「メイキング・オブ“キス&テル”」、「フォーリング・ダウン」のミュージック・ビデオとフォト・ギャラリーが収録されている。

### チャート成績
発売最初の1週で約66,000枚売り上げ、ビルボード200全米アルバムチャート第9位となる。
アルバムからの先行シングル「フォーリング・ダウン」は2009年8月25日リリースされ、全米シングルチャート、ビルボードホット100で第82位、Heatseekers Songs 第5位、Canadian Hot 100 第69位となる。
セカンド・シングル「ナチュラリー」は2010年2月1日リリースされ、ビルボードホット100で第29位、Hot Dance Club Play で第1位を獲得、Hot Digital Songs 第12位、Heatseekers Songs 第6位、Hot 100 Airplay 第35位、AOL Radio 第15位、Canadian Hot 100 第18位となる。

### 認定
アルバムはRIAAから2010年3月5日付でゴールド認定されている。
セカンド・シングル「ナチュラリー」はRIAAから2014年7月23日付で 4.00x マルチ・プラチナ認定されている。

## 収録曲
| #         | タイトル                                       | 作詞・作曲                                                       | プロデューサー       | 時間  |
| --------- | ---------------------------------------------- | ---------------------------------------------------------------- | -------------------- | ----- |
| 1.        | 「キス&テル」                                  | テッド・ブルナー、トレイ・ヴィテット、ジーナ・ショック           | ブルナー、ヴィテット | 3:17  |
| 2.        | 「アイ・ウォント・アポロジャイズ」             | セレーナ・ゴメス、ジョン・フィールズ、ブルー                     | フィールズ           | 3:06  |
| 3.        | 「フォーリング・ダウン」                       | ブルナー、ヴィテット、ショック                                   | ブルナー、ヴィテット | 3:04  |
| 4.        | 「アイ・プロミス・ユー」                       | アイザック・ハッソン、リンディ・ロビンス、ミュアー・フィリアン   | スーパースパイ       | 3:20  |
| 5.        | 「クラッシュ」                                 | ブルナー、ヴィテット、ショック                                   | ブルナー、ヴィテット | 3:19  |
| 6.        | 「ナチュラリー」                               | アントニーナ・アーマト、ティム・ジェームス、デヴリム・カラオグル | ロック･マフィア      | 3:22  |
| 7.        | 「ザ・ウェイ・アイ・ラブド・ユー」             | シェリー・ペイケン、ロブ・ウェルズ                               | ウェルズ             | 3:33  |
| 8.        | 「モア」                                       | ハッソン、ロビンス、フィリアン                                   | スーパースパイ       | 3:30  |
| 9.        | 「アズ・ア・ブロンド」                         | フェフェ・ドブソン、グレッグ・ウェルズ、ペイケン                 | ウェルズ             | 2:47  |
| 10.       | 「アイ・ドント・ミス・ユー・アット・オール」   | ロビンス、トビー・ガッド                                         | ガッド               | 3:40  |
| 11.       | 「ストップ&イレース」                          | ブルナー、ヴィテット、ショック                                   | ブルナー、ヴィテット | 2:52  |
| 12.       | 「アイ・ゴット・ユー」                         | マシュー・ワイルダー、タマラ・ダン                               | ワイルダー           | 3:34  |
| 13.       | 「テル・ミー・サムシング・アイ・ドント・ノウ」 | アーマト、ラルフ・チャーチウェル、マイケル・ニールセン           | ロック･マフィア      | 2:57  |
| 合計時間: | 合計時間:                                      | 合計時間:                                                        | 合計時間:            | 42:21 |

| #         | タイトル                                                       | 作詞・作曲                     | 時間  |
| --------- | -------------------------------------------------------------- | ------------------------------ | ----- |
| 14.       | 「フォーリング・ダウン」(プラグ・イン・ランゲージ・リミックス) | ブルナー、ヴィテット、ショック | 7:14  |
| 合計時間: | 合計時間:                                                      | 合計時間:                      | 49:35 |

| #         | タイトル                                            | 作詞・作曲                       | 時間  |
| --------- | --------------------------------------------------- | -------------------------------- | ----- |
| 14.       | 「ナチュラリー」(ケイジ & ウェストリー・リミックス) | アーマト、ジェームズ、カラオグル | 6:31  |
| 合計時間: | 合計時間:                                           | 合計時間:                        | 48:52 |

| #   | タイトル                                       | 作詞 | 作曲・編曲 |
| --- | ---------------------------------------------- | ---- | ---------- |
| 14. | 「メイキング・オブ“キス&テル”」                |      |            |
| 15. | 「フォーリング・ダウン」(ミュージック・ビデオ) |      |            |
| 16. | 「フォト・ギャラリー」                         |      |            |

## チャートと認定
| チャート (2009年 - 2010年)                  | 最高 順位 |
| ------------------------------------------- | --------- |
| アルゼンチン・アルバム・チャート            | 10        |
| オーストリア・アルバム・チャート            | 4         |
| ベルギー・アルバム・チャート (フランダース) | 22        |
| ベルギー・アルバム・チャート (ワロン)       | 26        |
| カナダ・アルバム・チャート                  | 22        |
| オランダ・アルバム・チャート                | 87        |
| フランス・アルバム・チャート                | 24        |
| ドイツ・アルバム・チャート                  | 19        |
| ギリシャ・アルバム・チャート                | 2         |
| アイルランド・アルバム・チャート            | 14        |
| イタリア・アルバム・チャート                | 33        |
| 日本オリコンチャート                        | 70        |
| メキシコ・アルバム・チャート                | 20        |
| ニュージーランド・アルバム・チャート        | 21        |
| ノルウェー・アルバム・チャート              | 38        |
| ポルトガル・アルバム・チャート              | 4         |
| スペイン・アルバム・チャート                | 2         |
| スイス・アルバム・チャート                  | 36        |
| 全英アルバムチャート                        | 12        |
| 全米ビルボード200                           | 9         |

| チャート (2010年)          | 順位 |
| -------------------------- | ---- |
| スペイン･アルバム･チャート | 28   |
| 全米ビルボード200          | 47   |

| 国名         | 認定     |
| ------------ | -------- |
| アルゼンチン | ゴールド |
| カナダ       | ゴールド |
| イギリス     | シルバー |
| アメリカ     | ゴールド |

## 発売日
| 国/地域        | 発売日         | レーベル                                   | 規格                              |
| -------------- | -------------- | ------------------------------------------ | --------------------------------- |
| カナダ         | 2009年9月29日  | ハリウッド                                 | CD、デジタル・ダウンロード        |
| アメリカ       | 2009年9月29日  | ハリウッド                                 | CD、デジタル・ダウンロード        |
| オーストラリア | 2009年10月16日 | ユニバーサル ミュージック                  | CD、デジタル・ダウンロード        |
| 日本           | 2010年2月24日  | エイベックス・ミュージック・クリエイティヴ | CD、CD+DVD、デジタル･ダウンロード |
| インド         | 2010年4月3日   | ユニバーサル ミュージック                  | CD                                |
| イギリス       | 2010年4月19日  | ファシネイション・レコード                 | CD、デジタル・ダウンロード        |
| フランス       | 2010年5月14日  | ファシネイション・レコード                 | CD、デジタル・ダウンロード        |